# 二本松氏
二本松氏（にほんまつし）は、陸奥国安達郡二本松城に拠った戦国大名。二本松畠山氏、奥州畠山氏とも。奥州管領畠山国氏の子、国詮を祖とする。

## 概要
本姓は清和源氏。足利氏の支流で室町幕府の三管領の一つである畠山金吾家の兄系にあたる。元々は畠山氏の嫡流筋だった。
貞和6年（1345年）に畠山高国と吉良貞家が奥州管領に任ぜられて陸奥国に入ったが、
観応の擾乱が勃発すると、直義派の吉良貞家に尊氏派の高国・国氏父子が攻められて敗死し、
畠山一族の多くもこの時討死したが、安達郡二本松に逃げのびていた国氏の子・二本松国詮が奥州管領を自称して挽回（ばんかい）を図り、南朝方の北畠顕信と手を組んで一時国府を奪回したものの、貞家の反撃に遭って再び奪い返されてしまう。二本松氏が劣勢を挽回できない状況下で、前奥州総大将石塔義房の子・義憲も奥州管領を自称し、さらには中央から派遣された斯波家兼をも加えて四人の奥州管領が抗争することになった。
四者の争いが斯波氏の勝利に終わると高国系畠山氏の勢力は完全に零落し、奥州においてこそ格式面での厚遇を受け、名字は畠山のままであったが、二本松城によった国詮の子・満泰は『満済准后日記』に「二本松。畠山修理と号す」と記されるなど、中央においては奥州在地の一国人として扱われるようになってしまった。寛正元年（1460年）の足利義政御内書でも「二本松七郎」となっており、永正11年（1514年）成立の『余目氏旧記』にも「二本松殿」と記されているのでこの頃に苗字を二本松としたようである。
二本松氏は戦国時代に入っても勢力を盛り返すことができず、周囲の伊達氏や蘆名氏などの有力な国人に圧迫され、第10代当主・義国の頃には、古記録に「二本松畠山家、次第に衰微して、ようやく安達半郡、安積半郡を知行せられ、この節、会津の蘆名盛氏の武威輝かしかば、彼の風下にぞ属せられける」と記されるほどになっていた。
そして天正13年（1585年）10月、義国の子・義継は伊達輝宗拉致事件（粟之巣の変事）を起こして伊達政宗に殺され、天正14年（1586年）7月、二本松城は無血開城する。この時、蘆名氏を頼った息子の義綱も同氏が政宗に滅ぼされた際には、蘆名義広に同行して佐竹氏の下に逃れたが、常陸国江戸崎で義広に殺害され、二本松氏の嫡流は滅亡した。『続群書類従』所載の「二本松系図」によれば、義綱には遺児があった（満重）というが、その詳細は不明である。義綱の弟義孝は江戸崎から会津に逃れ、子孫は水野忠善流の水野家に仕えた（後述）。
また、二本松氏は第4代満泰以来時宗に深く帰依しており、17世暉幽・20世一峰・25世仏天・28世遍円・29世体光と五人の遊行上人を輩出している。

## 歴代当主
1. 畠山高国
2. 畠山国氏
3. 二本松国詮
4. 二本松満泰 - 二本松城を築城。
5. 二本松持重
6. 二本松政国
7. 二本松村国
8. 二本松家泰
9. 二本松義氏
10. 二本松義国
11. 二本松義継
12. 二本松義綱

※当主の諱および代数は『山口道斎物語』所載「本系図」による

また、血統的には畠山氏の嫡流にあたることから、畠山氏初代の義純から泰国・時国の三人までを、
二本松畠山氏の歴代に含めて数える場合がある。

## 一門・家臣団
- 新城村尚（盛継）
- 新城直継（家昌・国常）
- 新城信常（家国・盛継）
- 本宮宗頼
- 本宮直頼
- 高玉常頼
- 鹿子田国胤
- 鹿子田継胤
- 遊佐重勝
- 小国義操
- 小田辺勝成
- 石川実光
- 畠山満重 - 右京亮、義綱の子？
- 二本松義孝 - 国次、義綱の弟。水野氏家老二本松氏初代。

## 庶流
二本松氏の庶流には、本宮（大井田）氏・鹿子田（杉田）氏・新城（椚山）氏・高倉氏・高玉氏・早川氏・水野家家老二本松氏などがある。

### 本宮氏
第4代国詮の子・満国が、本宮城によって本宮氏を称した。
戦国時代の当主本宮宗頼は天文の乱で伊達晴宗方につき、伊達稙宗方についた宗家と対立して討たれ、宗頼の子・直頼は岩城氏の下に逃れて返り咲きを狙った。直頼の子・頼重は伊達政宗に仕えて仙台藩士となり、110石を知行して準一家の家格を与えられた（文化8年（1811年）改易）。

### 高倉氏
第5代満泰の長男満盛の遺児・政泰が、安積郡高倉城によって高倉氏を称した。
高倉氏は江戸時代には弘前藩士となり、代々家老職を務めた。放蕩（ほうとう）三昧であった第10代藩主・津軽信順を死をもって諌（いさ）めた高倉盛隆が知られる。

#### 歴代当主
1. 高倉政泰
2. 高倉満国
3. 高倉実詮
4. 高倉晴賢
5. 高倉氏詮
6. 高倉盛次
7. 高倉為盛 - 鍋倉秀道の次男、母方の祖父で高倉氏当主高倉盛次の養子
8. 高倉盛保
9. 高倉直盛
10. 高倉盛任
11. 高倉盛宥
12. 高倉盛有
13. 高倉盛之
14. 高倉盛隆
15. 高倉盛儀
16. 高倉盛徳
17. 高倉盛治
18. 高倉盛古
19. 高倉盛秀

### 水野家家老二本松氏
天正17年（1589年）に第12代義綱は蘆名義広に殺害された際、その弟・義孝は会津に逃れた。
義孝は上杉景勝・蒲生秀行・加藤嘉明ら歴代の会津領主の客分を経て、慶安元年（1648年）に徳川氏譜代の岡崎藩主水野忠善に仕え、二本松氏はこれ以後水野家の重臣となって家老格八家の一つに数えられるに至った。歴代当主のうち最も有名のなのが第6代義廉で、藩財政の再建および藩校・経誼館の設立に尽力したが、のちに水野忠邦を諌めるため自害している。義廉は遠祖・二本氏の供養を行っており、文化5年（1808年）に義廉が寄贈した畠山義国（二本松義国）の位牌が二本松市より文化財指定を受けている。
二本松氏は岡崎・唐津・浜松・山形と水野家の転封に従って居を移し、大正時代の当主が医学を修めて山形に病院を開設し今日に至っている。

#### 歴代当主
1. 二本松義孝
2. 二本松義張
3. 二本松義陳
4. 二本松義知
5. 二本松義元
6. 二本松義廉 - 水野芳鸞の子
7. 二本松義綏 - 水野忠体の子
8. 二本松義方
9. 二本松義達